# Ostermann-Arena
Die Ostermann-Arena, ehemals Wilhelm-Dopatka-Halle, umgangssprachlich auch Rundsporthalle, ist eine Mehrzweckhalle in der nordrhein-westfälischen Stadt Leverkusen. Sie liegt auf dem Küppersteger Teil der Bismarckstraße auf der anderen Straßenseite der BayArena. Hauptsächlich wird sie von verschiedenen Abteilungen des TSV Bayer 04 Leverkusen genutzt.

## Geschichte
Die Halle wurde 1974 erbaut und war zu dieser Zeit nach der Rudi-Sedlmayer-Halle, heute der BMW-Park, in München die zweitgrößte Rundsporthalle Deutschlands. Sie gehört zur Kurt-Rieß-Anlage, einem Sportpark in Leverkusen. Im Februar 2009 wurde die Halle nach dem neuen Sponsor in Smidt-Arena umbenannt. Sie ist nach eigenen Angaben Leverkusens größte Veranstaltungshalle.
Entgegen der Forderung der Fraktion der Bürgerliste ist ein Abriss oder Verkauf der Halle für einen Euro zurzeit nicht mehr vorgesehen, da der Rat der Stadt Leverkusen beschlossen hat, sie langfristig zu halten. Mittlerweile wurde der Eingangsbereich der Smidt-Arena modernisiert und die Basketballhalle in eine Feierhalle umgebaut, die unter anderem für Karnevalsveranstaltungen genutzt wird.
Nach der Übernahme des Möbelhauses Smidt durch das Unternehmen Ostermann, ein Familienunternehmen mit Einrichtungs- und Möbelhäusern, trägt die Halle den Namen Ostermann-Arena. Die endgültige Entscheidung über die Umbenennung fiel in einer Stadtratssitzung am 26. September 2016. Seit dem 1. Oktober 2016 heißt die Halle nun Ostermann-Arena. Im Jahr 2024 verlängerte Ostermann mit der Stadt Leverkusen den Vertrag über die Nutzung der Namensrechte der Rundsporthalle um weitere fünf Jahre bis 2029.

## Ausstattung
Die Halle bietet 3.500 Besuchern Platz, 1.600 Sitzplätze sind im Oberrang fest installiert, alle anderen Tribünenteile lassen sich variabel einbauen. Dadurch ist die Halle sehr flexibel zu nutzen, das heißt sowohl für Sportveranstaltungen als auch für Popkonzerte, Messen, Theateraufführungen und Ausstellungen einsetzbar. Während den Heimspielen der Bayer Giants Leverkusen bietet die Ostermann-Arena Platz für 2.771 Zuschauer.
Außer bis zu sechs Garderoben und Umkleidekabinen mit Duschen und Toiletten sind ein Presse-/Konferenzraum, Sanitätsräume, Kioske und ein VIP-Raum im Gebäudekomplex enthalten. Die Parkplätze im Umfeld bieten Platz für 1.300 Fahrzeuge.

## Nutzung
Die Halle wird von den Volley- und Handballerinnen des TSV Bayer 04 Leverkusen, den Zweitligabasketballern der Bayer Giants Leverkusen und für den Schulsport genutzt. Des Weiteren war die Arena in den letzten Jahren Schauplatz zahlreicher Großveranstaltungen, wie der Basketball-Europameisterschaft 1985, der German Open im Badminton sowie internationaler Profiboxkämpfe. Zwischen 2017 und 2019 und wieder seit 2022 findet in der Arena die European Darts Open statt. 2020 wurde die Veranstaltung coronabedingt abgesagt. In der Saison 2024/25 wurden die Bayer Giants Leverkusen Meister der 2. Basketball-Bundesliga ProB.